# Cymochilus panamicola
Cymochilus panamicola är en mångfotingart som beskrevs av Chamberlin 1947. Cymochilus panamicola ingår i släktet Cymochilus och familjen småjordkrypare.
Artens utbredningsområde är Panama. Inga underarter finns listade i Catalogue of Life.